# Olivkronad skogssångare
Olivkronad skogssångare (Setophaga pityophila) är en fågel i familjen skogssångare inom ordningen tättingar.

## Utseende och läte
Olivkronad skogssångare påminner om bahamasångare och gulstrupig skogssångare, men skiljer sig genom bjärt olivgult på hjässan och avsaknad av vitt ögonbrynsstreck. Typiskt är också täta, mörka streck på sidorna av bröstets nedre del. Sången består av flera behagliga toner på samma tonhöjd följt av en rad mörkare, ibland avslutat av en sista ton på ursprungliga tonhöjden. Bland lätena hörs ljusa och vassa ljud, men även ett mer behaligt men något gnissligt. 

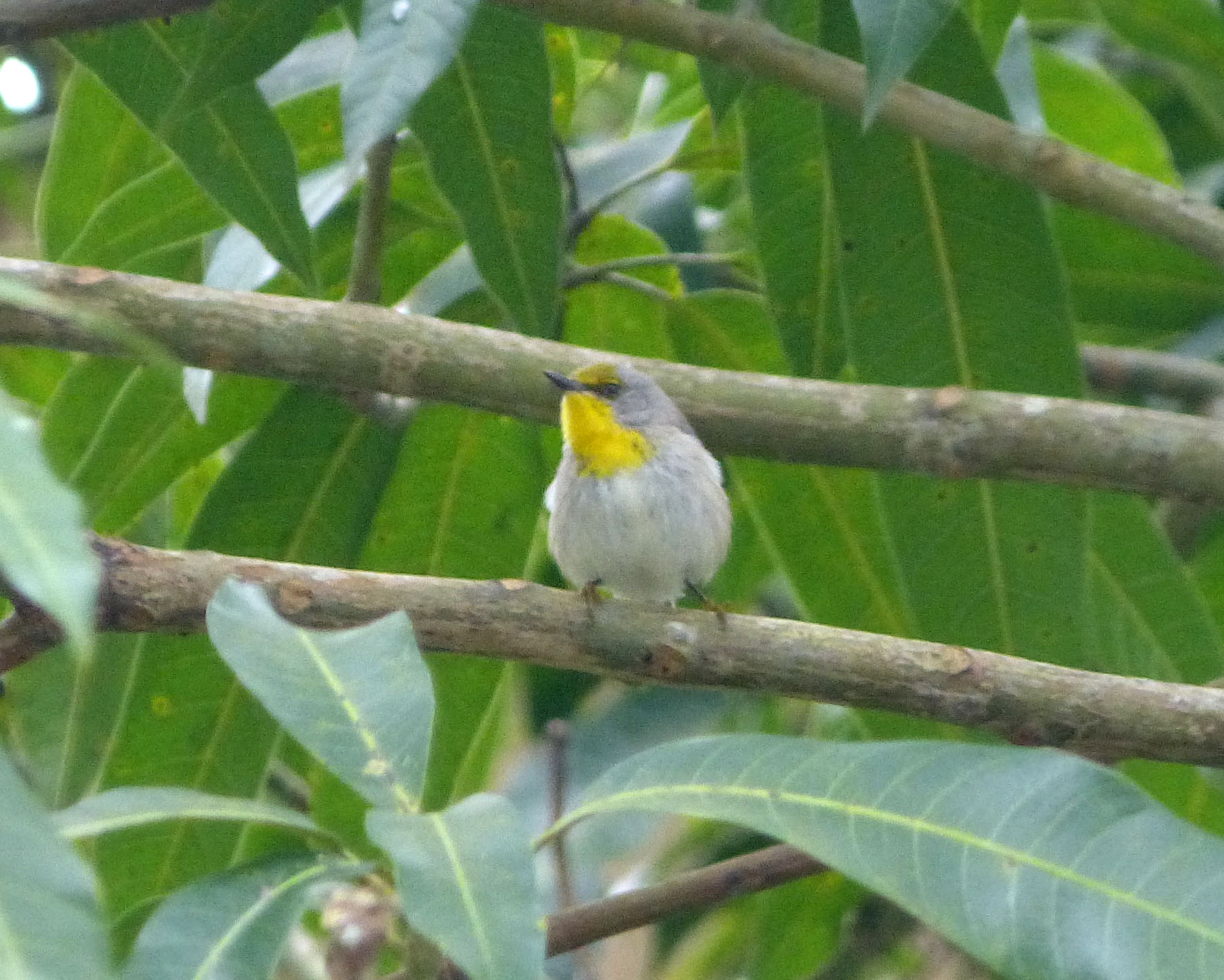

## Utbredning och systematik
Fågeln förekommer i tallskogar på östra Kuba samt på öarna Grand Bahama och Abaco i Bahamas. Den behandlas som monotypisk, det vill säga att den inte delas in i några underarter.

### Släktestillhörighet
Tidigare placerades den tillsammans med ett stort antal andra arter i släktet Dendroica. DNA-studier visar dock att rödstjärtad skogssångare (Setophaga ruticilla) är en del av denna grupp. Eftersom Setophaga har prioritet före Dendroica inkluderas numera alla Dendroica-arter i Setophaga.

## Levnadssätt
Olivkronad skogssångare hittas i tallskogar. Där ses den vanligen relativt högt upp i träden.

## Status
Trots det begränsade utbredningsområdet och att den tros minska i antal anses beståndet vara livskraftigt av internationella naturvårdsunionen IUCN. 